# Patrizia Gattaceca
Patrizia Gattaceca (Penta-Acquatella, 7 ottobre 1957) è una cantante e scrittrice francese.

## Biografia
Nata nel 1957 in Castagniccia, dopo gli studi secondari a Bastia e gli studi superiori a Aix-en-Provence studia letteratura italiana all'Università di Nizza. 
Esordisce nella scena musicale isolana durante u riacquistu esordisce nel 1976 contribuendo alla rinascita della lingua corsa e del canto polifonico tradizionale isolano.
Dall'anno dopo collabora con Patrizia Poli con cui forma il duo E duie Patrizie e poi negli anni '90 Les Nouvelles Polyphonies Corses a cui si unisce anche la sorella di Patrizia Poli, Lydia. In seguito diventa parte del gruppo Soledonna.  
Nel 1991 diventa professoressa di lingua e cultura còrsa all'Università della Corsica e nel 1992 canta all'inaugurazione delle Olimpiadi invernali di Albertville davanti al presidente francese François Mitterrand al Théâtre des Cérémonies mentre nel 1996 comincia anche a scrivere libri di poesie in lingua corsa.
Nel novembre 2007 è stata interrogata per aver aiutato nella fuga l'indipendentista suo amico Yvan Colonna che ospitò due volte nel 2002 e nel 2003 prima di essere arrestato e condannato all'ergastolo per l'omicidio del prefetto Claude Érignac avvenuto nel 1998.
Nel 2016 entra nel progetto Animantiga: Voci tra Corsica e Liguria assieme a Stéphane Casalta e Roberta Alloisio, nello stesso anno conduce assieme a Laurent Vitali il gioco televisivo in lingua corsa I Sapientoni su France 3 Corse ViaStella.

## Discografia

### Solista
- 1976 - Tribbiera
- 1987 - Focu
- 1988 - Ottobre
- 2005 - Di Filetta è d'amore
- 2008 - Meziornu
- 2015 - Passagera
- 2018 -Terra Nostra
- 2019 - Carmini
- 2020 - Dì u mare
- 2021 - Epupea
- 2022 - A Cerca
- 2025 - U Cantu di i Canti

### Con E duie Patrizie
- 1977 - Sperenza
- 1978 - Scuprendu l'alba Corsa

### Con I Chjami Aghjalesi
- 1981 - Esse

### Con Les Nouvelles Polyphonies Corses
- 1992 - Les Nouvelles Polyphonies Corses
- 1996 - In Paradisu
- 1999 - Le Meilleurs des Nouvelles Polyphonies corses

### Con il Trio Soledonna
- 1998 - Marine
- 2001 - Isulanima

## Opere
- Arcubalenu, ed. Albiana, 1997
- A paglia è u focu/ La paille et le feu, ed. Les Belles Lettres, 2000
- Mosaicu, ed. SCP, 2005
- Tempi di rena/Dans le duvet de la Cendre, ed. Albiana, 2010
- Isula D'anima/Soul Island, Three Room Press, 2013
- Paesi ossessiunali, ed. Albiana/CCU, 2015
- Cantu in mossa/ Le chant corse sur la voie. ed. Albiana, 2016
- Serrant Pusiole ? / La traversée, ed Albiana,CCU, 2023

## Premi
- 1992 - Victoires de la musique : Meilleur album de musique traditionnelle
- 1996 - Grand Prix SACEM
- 1996 - Prix du livre corse e Prix Marceline Desbordes-Valmore
- 2005 - Prix des lecteurs de Corse
- 2015 - Prix de l'humour Grossu Minutu
- 2015 - Prix Morellini
- 2016 - Prix de la Collectivité de Corse
- 2020 - Grand Prix de l'Académie Charles Cros
- 2023 - Prix du livre corse

## Televisione
- 2016 - I Sapientoni con Laurent Vitali